# Irañeta
Irañeta est une ville et une municipalité de la Communauté forale de Navarre (Espagne).
Elle est située dans la zone bascophone de la province où la langue basque est coofficielle avec l'espagnol, dans la vallée d'Arakil et à 32 km de sa capitale, Pampelune. Le secrétaire de mairie est aussi celui de Arruazu et Uharte-Arakil.

## Géographie
À l'est du village coule le cours d'eau Benta erreka (ruisseau Benta) qui se jette au nord du village dans l'Arakil ibaia (rivière Arakil).

## Langues
En 2011, 39.8% de la population d'Irañeta ayant 16 ans et plus avait le basque comme langue maternelle. La population totale située dans la zone bascophone en 2018, comprenant 64 municipalités dont Irañeta, était bilingue à 60.8%, à cela s'ajoute 10.7% de bilingues réceptifs.

### Droit
En accord avec Loi forale 18/1986 du 15 décembre sur le basque, la Navarre est linguistiquement divisée en trois zones. Cette municipalité fait partie de la zone bascophone où l'utilisation du basque y est majoritaire. Le basque et le castillan sont utilisés dans l'administration publique, les médias, les manifestations culturelles et en éducation cependant l'usage courant du basque y est courent et encouragé le plus souvent.

## Patrimoine

### Patrimoine religieux
- L'église paroissiale de San Juan Bautista eliza (Saint Jean-Baptiste)[5].
- L'ermitage de San Gregorio (Saint Grégoire).

### Sources
- (es) Cet article est partiellement ou en totalité issu de l’article de Wikipédia en espagnol intitulé « Irañeta » (voir la liste des auteurs).